# William Frank Buckley, Sr.
William Frank Buckley, Sr. (Texas, 11 de julio de 1881 - Ciudad de Nueva York, Nueva York, 5 de octubre de 1958) fue un abogado tejano estadounidense quien se convirtió en una persona influyente en la política mexicana durante la presidencia de Victoriano Huerta y que fue expulsado de México durante la presidencia de Álvaro Obregón. Buckley fue el padre de William F. Buckley, Jr., escritor y fundador de la revista National Review; y de James L. Buckley, Senador de EE. UU. por Nueva York entre 1971 y 1977. Es el abuelo de Christopher Buckley, un autor y humorista conservador.

## Infancia y juventud
Buckley nació en Washington-on-the-Brazos, Texas, hijo de John C. Buckley y Mary Anne Buckley (de apellido de soltera Langford), quienes emigraron de Canadá en 1874, y ambos de ascendencia irlandesa; Buckley fue el cuarto de ocho hijos. En 1882, la familia se trasladó a San Diego, Condado de Duval, Texas, donde John Buckley era un hombre de negocios que trabajaba en merchandising, política y trasquilando ovejas. Fue elegido varias veces sheriff del condado de Duval. Después de que terminara el colegio enseñó a pupilos de habla hispana en un colegio cerca de Benavides y mantuvo su conocimiento del español y su amistad con hispanoamericanos durante toda su vida.

## Educación
Buckley asistió a la Universidad de Texas en Austin, donde recibió créditos avanzados por sus habilidades en el idioma español, y fue asistente de un profesor en el departamento de lenguas romances. Trabajó como un traductor de español junto con su hermana, Priscilla Buckley, para la Oficina General de Tierras de Texas (Texas General Land Office). Ayudó a fundar la Chapter de la fraternidad Delta Tau Delta, Gamma Iota en la Universidad de Texas. Como un devoto católico Buckley fue parte del esfuerzo por comprar la propiedad cerca de la Universidad para el Newman Club.

## Vida privada y familia
En 1917 contrajo matrimonio con Aloise Steiner, quien era de Nueva Orleans. Supervisó la educación de sus hijos del francés, español y el inglés. Tuvo diez hijos, y su familia vivió en París, Londres y Estados Unidos. Durante la década de 1920, compró Great Elm en Sharon, Connecticut y Kamchatka en Camden, Carolina del Sur.

## Fallecimiento
Mientras viajaba entre París y la Ciudad de Nueva York en septiembre de 1958, Buckley sufrió un accidente cerebrovascular estando a bordo del S.S. United States, donde recibió la Extrema Unción. Falleció en el Lenox Hill Hospital en la Ciudad de Nueva York en 5 de octubre de 1958, y fue sepultado en el Quaker Cemetery en Camden, Carolina del Sur.